# Peter Henlein

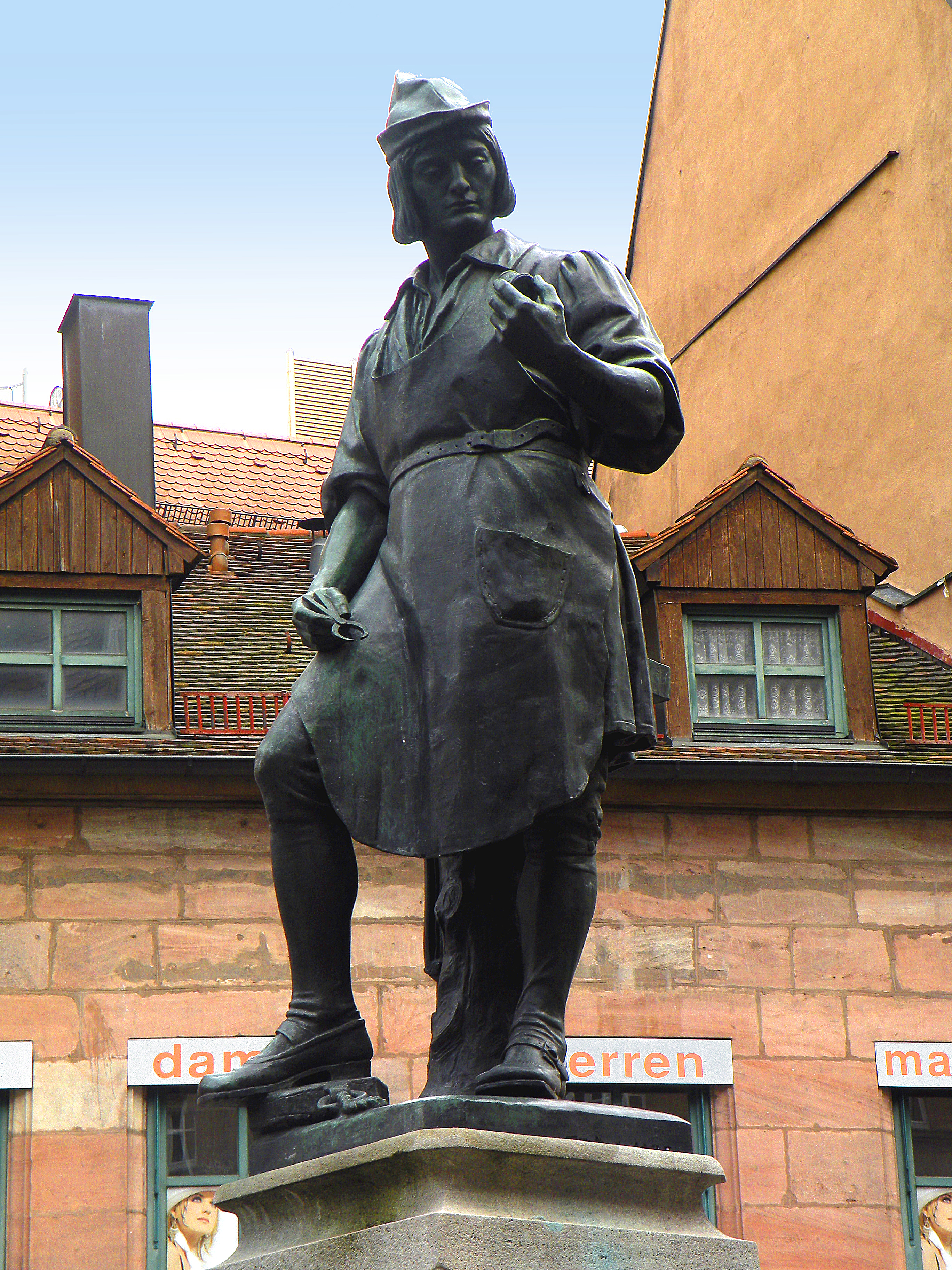
Peter Henlein

Peter Henlein (Neurenberg, 1479/1480 – aldaar, augustus 1542) was een Duitse klokkenbouwer en slotenmaker. Hij bouwde tussen 1504 en 1508 het eerste draagbare horloge. Dit Taschenuhr kon 40 uur blijven lopen voordat het moest worden opgewonden.